# 陳光魁
陳光魁（1930年1月24日—2023年4月1日），是一位越南共和國陸軍（南越陸軍）的准將。
陳光魁曾任南越第3裝甲旅及南越第3軍攻擊特遣隊的指揮官，並於北越發動的1975年春季攻勢期間在第3軍戰術區負責防守邊和市。

## 軍事教育
- 越南國家軍事學院
- 法國騎兵學校
- 美國陸軍裝甲兵學校（英语：United States Army Armor School）
- 美國陸軍指揮參謀學院

## 軍事簡歷
曾率領第5裝甲騎兵中隊參與春祿戰役。
曾率領318聯合武裝特遣部隊參與柬埔寨戰役。
在柬埔寨成立第3裝甲旅、訓練並指揮。
西貢淪陷後，入獄接受17年政治改造，直到1992年為止，1993年獲釋，後赴美國定居。

## 外部連結
- General Tran Quang Khoi biography （页面存档备份，存于）
- Brigadier General Tran Quang Khoi's biography of his unit's fight to defend South Vietnam: "Fighting to the Finish" （页面存档备份，存于）
- Role of the ARVN III Armor Brigade/ III Corps Assault Task Force (ATF)（页面存档备份，存于）